# Mont Vernon
Mont Vernon är en kommun (town) i Hillsborough County i delstaten New Hampshire, USA med 2 409 invånare (2010). 

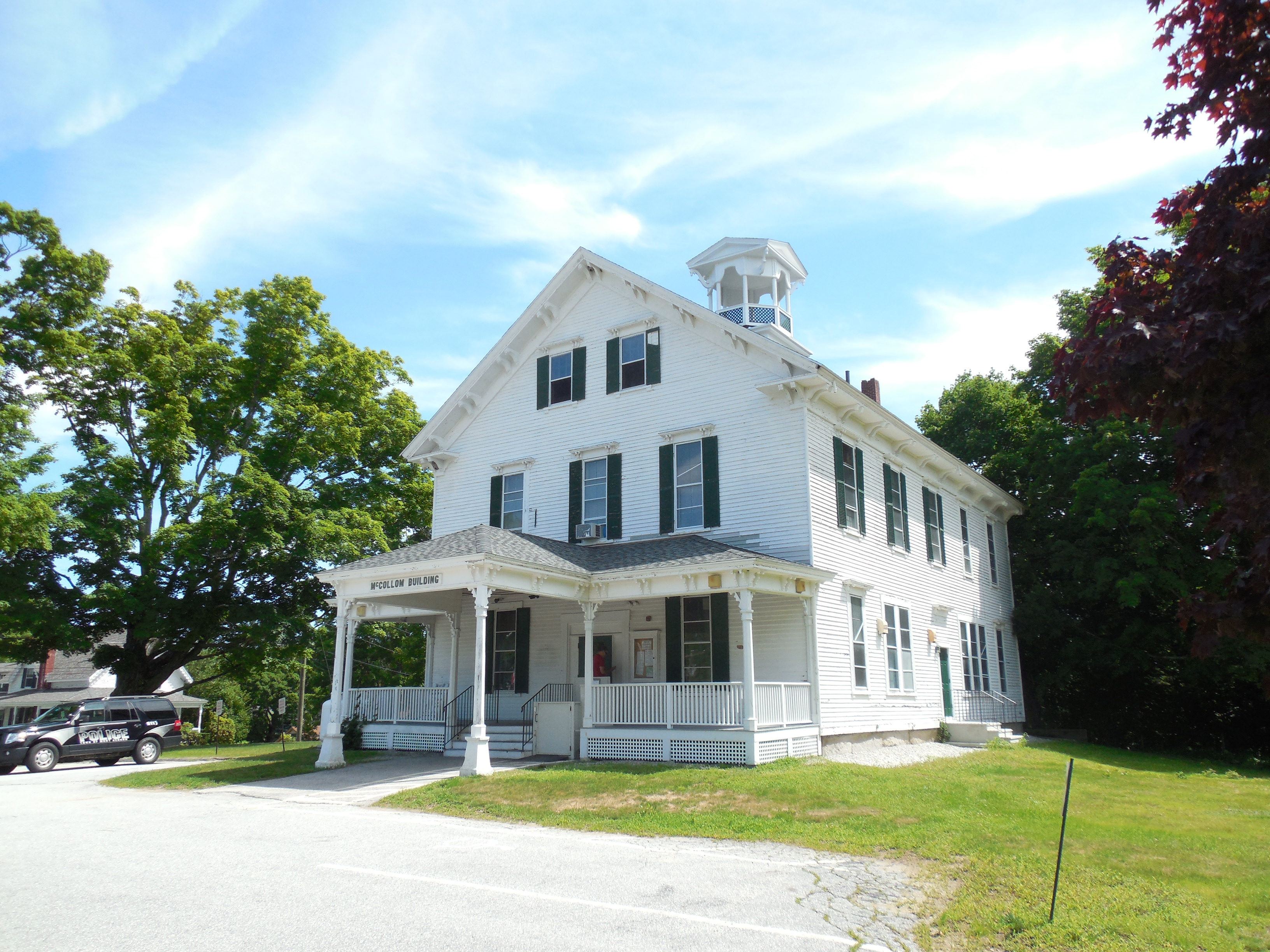